# Aphis utahensis
Aphis utahensis är en insektsart som först beskrevs av Frank Hall Knowlton 1947.  Aphis utahensis ingår i släktet Aphis och familjen långrörsbladlöss. Inga underarter finns listade i Catalogue of Life.